# يوسف بن علي (لاعب كرة قدم)
يوسف بن علي (بالفرنسية: Youssef Benali)‏ هو لاعب كرة قدم فرنسي في مركز الهجوم، ولد في 4 فبراير 1995 في ألبي في فرنسا. لعب مع نادي تولوز.